# Alfred E. Neuman

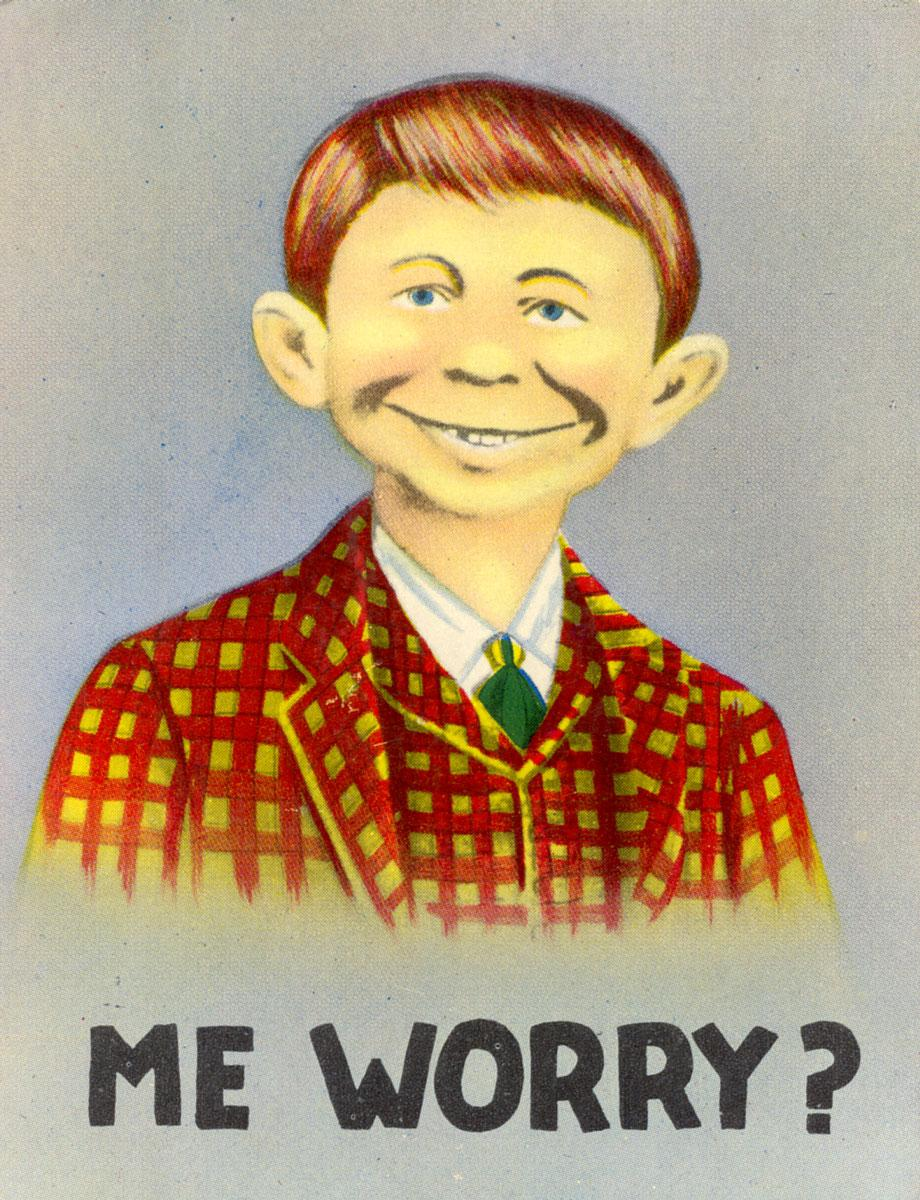
postkaart uit c. 1910 met een voorloper van Alfred E. Neuman

Alfred E. Neuman is de fictieve mascotte en het gezicht van het Amerikaanse satirische tijdschrift MAD. Met zijn flaporen, kenmerkende, zorgeloze glimlach met ontbrekende voortand en zijn rode haar zwerft hij al minstens sinds de jaren 1920 door de Amerikaanse iconografie. Zo verscheen hij in advertenties voor pijnloze tandheelkunde ("Me Worry?") en in de vroege jaren 1930 op een ansichtkaart voor de verkiezingscampagne van Roosevelt.
In de jaren 1950 werd het personage geclaimd door Harvey Kurtzman, redacteur van MAD. Het personage maakte zijn debuut in MAD in 1955, na in 1954 al verschenen te zijn in The MAD Reader, een heruitgave de hoogtepunten van de eerste twee jaar van het tijdschrift als miniem bijfiguur in een nep-advertentie. Zijn wapenspreuk, "What, me worry?" verscheen voor het eerst in juli van hetzelfde jaar. Door toedoen van Al Feldstein, de tweede redacteur van MAD, wordt het personage Alfred E. Neuman sinds genoemd.
Vanaf zijn debuut in MAD verscheen de afbeelding van Neuman op bijna alle omslagen van het tijdschrift. Neuman wordt zelden in profiel gezien, hij is bijna altijd afgebeeld in vooraanzicht, silhouet of direct van achteren.

## Alfred E. Neuman for president
Vanaf de aanloop naar de presidentsverkiezingen in 1956 heeft hij zich meermaals kandidaat gesteld met de leus "You could do worse...". Ook treedt hij veel op in de rol van beroemdheid (van George Washington tot Barbra Streisand) of filmpersonage (van Darth Vader tot SpongeBob SquarePants). Zijn vaste motto werd na het ongeval met kerncentrale Three Mile Island in het tijdschrift tijdelijk vervangen door de woorden "Yes, me worry."